# Iker Bravo
Iker Bravo Solanilla (Sant Cugat del Vallès, 13 gennaio 2005) è un calciatore spagnolo, attaccante dell’Udinese e della nazionale spagnola Under-19, con cui è diventato campione d’Europa Under-19 nel 2024.
È il terzo giocatore più giovane a debuttare nella Bundesliga dopo Youssoufa Moukoko e Zidan Sertdemir, ed il secondo nella storia del Bayer Leverkusen, dopo il citato Sertdemir.

## Caratteristiche tecniche
È una prima punta, ben dotata sul piano atletico e con una buona velocità. Partecipa spesso alla manovra offensiva grazie a buone capacità nel gioco associativo rivelandosi comunque un ottimo finalizzatore grazie a una buona freddezza sottoporta, è un ottimo rigorista.

## Carriera

### Giovanili
Entrò nelle giovanili del Barcellona nel 2010, all'età di cinque anni, dove è rimasto fino a raggiungere la prima squadra cadetti nella stagione 2020-2021. Allora rifiutò un'offerta di rinnovo, non avendo ricevuto spazio nelle giovanili, ed il 28 luglio venne ufficializzato il suo ingaggio dal Bayer Leverkusen a parametro zero.

### Bayer Leverkusen
Giocò nella seconda squadra, il Bayer Leverkusen II, nella Regionalliga West, mentre si allenava con la prima squadra, fino a debuttare da professionista il 27 ottobre in Coppa di Germania, subentrando nella sconfitta per 2-1 contro il Karlsruhe, a 16 anni e 287 giorni, allora il più giovane nella storia del club, superando Florian Wirtz.
Pochi giorni dopo, il 7 novembre, a 16 anni e 298 giorni, ha debuttato con la prima squadra del in Bundesliga nel pareggio 1-1 contro l'Hertha Berlino ed è diventato il secondo giocatore più giovane a debuttare nella storia della competizione. Tuttavia, in quella stessa partita, venne superato dal suo compagno di squadra, il danese Zidan Sertdemir, che fece il suo debutto entrando all’86’, 7 minuti dopo Bravo.

### Prestito al Real Madrid Castilla
Il 29 agosto 2022, Bravo venne registrato dal club di Primera Federación, Real M. Castilla, per un prestito di un anno dal Leverkusen. Il 4 settembre, Bravo venne chiamato dalla prima squadra del Real Madrid per la partita di Champions League contro il Celtic. Il 17 settembre segnò il suo primo gol con il Real Madrid Castilla, nella vittoria per 5-1 sul San Sebastián de los Reyes. L’11 giugno 2023, Bravo fu cruciale nella rimonta del Castilla nella semifinale Play-Off di ritorno, vinta 3-0 contro il Barcellona Atlètic, segnando uno dei gol che ribaltarono il risultato d’andata e portarono il Castilla alla finale contro l’Eldense, dove si sarebbero giocati l’accesso alla Segunda División.
Il 17 giugno 2024, il prestito di Bravo al Real Madrid venne terminato con effetto immediato, e lui ritornò al Bayer Leverkusen.

### Udinese
Il 31 luglio 2024, Bravo ha firmato un contratto di 4 anni con l’Udinese, in Serie A. Ha fatto il suo debutto con il club di Udine il 1º settembre seguente subentrando al 70’ a Florian Thauvin nella partita di campionato in casa contro il Como, vinta per 1-0 e nella quale ha preso un cartellino giallo al minuto 90+9’. Il 30 ottobre segna la sua prima rete nel massimo campionato italiano, portando momentaneamente i friulani sul 2-0 sul campo del Venezia, nella partita poi persa per 3-2. Si ripete il 1º febbraio 2025 nella partita di ritorno, in cui firma la rete del successo finale per 3-2.

### Nazionale

#### Nazionali giovanili
Ha giocato con l’Under-17, ed ora gioca con l’Under-19, con cui ha vinto l’Europeo nel 2024, e l’Under-21.

## Statistiche

### Presenze e reti nei club
Statistiche aggiornate al 18 agosto 2025.
| Stagione        | Squadra          | Campionato      | Campionato | Campionato | Coppe nazionali | Coppe nazionali | Coppe nazionali | Coppe continentali | Coppe continentali | Coppe continentali | Altre coppe | Altre coppe | Altre coppe | Totale | Totale |
| Stagione        | Squadra          | Comp            | Pres       | Reti       | Comp            | Pres            | Reti            | Comp               | Pres               | Reti               | Comp        | Pres        | Reti        | Pres   | Reti   |
| --------------- | ---------------- | --------------- | ---------- | ---------- | --------------- | --------------- | --------------- | ------------------ | ------------------ | ------------------ | ----------- | ----------- | ----------- | ------ | ------ |
| 2021-2022       | Bayer Leverkusen | BL              | 1          | 0          | CG              | 1               | 0               | UEL                | 0                  | 0                  | -           | -           | -           | 2      | 0      |
| 2022-2023       | Real M. Castilla | PF              | 22+3       | 2+1        | -               | -               | -               | -                  | -                  | -                  | -           | -           | -           | 25     | 3      |
| 2024-2025       | Udinese          | A               | 29         | 2          | CI              | 2               | 0               | -                  | -                  | -                  | -           | -           | -           | 31     | 2      |
| 2025-2026       | Udinese          | A               | 0          | 0          | CI              | 1               | 1               | -                  | -                  | -                  | -           | -           | -           | 1      | 1      |
| Totale Udinese  | Totale Udinese   | Totale Udinese  | 29         | 2          |                 | 3               | 1               |                    | -                  | -                  |             | -           | -           | 32     | 3      |
| Totale carriera | Totale carriera  | Totale carriera | 62+1       | 4+1        |                 | 4               | 1               |                    | 0                  | 0                  |             | -           | -           | 67     | 6      |

## Palmarès

### Nazionale
- Campionato d'Europa Under-19: 1

Irlanda del Nord 2024
- Torneio Internacional Algarve Under-17: 1

2022

### Individuale
- Player of the Tournament UEFA European Under-19 Championship: 1

Irlanda del Nord 2024
- Squadra del Torneo UEFA European Under-19 Championship: 1

Irlanda del Nord 2024